# キングス・オブ・スペイン
『キングス・オブ・スペイン』（Raoul and the Kings of Spain）は、ティアーズ・フォー・フィアーズが1995年に発表した5枚目のオリジナル・スタジオ・アルバム。日本語タイトルは原題を省略してカタカナ表記。原題の直訳は「ラウールとスペインの王族」。

## 解説
前作『ブレイク・イット・ダウン・アゲイン』に伴うツアーのバンド・メンバーを全員起用して制作された、新生ティアーズ・フォー・フィアーズとしての第2弾アルバム。ローランド・オーザバルが自らのルーツなどを比較的ストレートに描いた歌詞は、ティアーズ・フォー・フィアーズとしての新たな世界観を導き出した。
当初はマーキュリー・レコードより発売予定だったがキャンセルとなり、ソニー／エピック・レコードに移籍して発売された。チャート・アクションは振るわず、全英41位、全米79位に終わっている。
「キングス・オブ・スペイン」、「ゴッズ・ミステイク」、「シークレッツ」、「フォーリング・ダウン」がシングル・カットされている。
2009年発売のリマスターCDは、シングルB面曲やライブ音源を含む7曲をボーナス・トラックとして追加収録。

## 収録曲
1. キングス・オブ・スペイン - "Raoul and the Kings of Spain" (Roland Orzabal, Alan Griffiths) – 5:15
2. フォーリング・ダウン - "Falling Down" (R. Orzabal) – 4:55
3. シークレッツ - "Secrets" (R. Orzabal, A. Griffiths) – 4:41
4. ゴッズ・ミステイク - "God's Mistake" (R. Orzabal, A. Griffiths) – 3:47
5. スケッチズ・オブ・ペイン - "Sketches of Pain" (R. Orzabal) – 4:20
6. ロス・レイエス・カトリコス - "Los Reyes Católicos"(R. Orzabal, A. Griffiths) – 1:44
7. ソーリー - "Sorry" (R. Orzabal, A. Griffiths) – 4:48
8. ハンドラム・アンド・ハンブル - "Humdrum and Humble" (R. Orzabal, A. Griffiths) – 4:10
9. アイ・チューズ・ユー - "I Choose You" (R. Orzabal) – 3:25
10. ドント・ドリンク・ザ・ウォーター - "Don't Drink the Water" (R. Orzabal, A. Griffiths) – 4:50
11. ミー・アンド・マイ・ビッグ・アイディアズ - "Me and My Big Ideas" (R. Orzabal, A. Griffiths) – 4:32
12. ロス・レイエス・カトリコス(レプリーゼ) - "Los Reyes Católicos" (Reprise) (R. Orzabal, A. Griffiths) – 3:43
下記7曲は2009年リマスター盤（日本未発売）のボーナス・トラック。
13. "All of the Angels"
14. "The Madness of Roland"
15. "The Queen of Compromise"
16. "Until I Drown"
17. "War of Attrition"
18. "Raoul and the Kings of Spain (acoustic)"
19. "Break It Down Again (acoustic)"

## 参加ミュージシャン
- ローランド・オーザバル - ボーカル、ギター、キーボード
- アラン・グリフィス - ギター、キーボード
- ジャビン・ブルーニ - ハモンド・オルガン
- ゲイル・アン・ドロシー - ベース
- ブライアン・マクロード - ドラム
- ジェフリー・トロット - ギター
- オリータ・アダムス - ゲスト・ボーカル(on 11)
- マーク・オドノヒュー - バッキング・ボーカル